# كروب لايف الدولية
إن اتحاد كروب لايف إنترناشونال (CropLife International) هو اتحاد دولي للشركات العاملة في مجال التقانة الحيوية الزراعية. وكان يعرف سابقًا باسم الاتحاد العالمي لحماية المحاصيل والمجموعة الدولية للجمعيات الأهلية لمصنعي منتجات الكيماويات الزراعية.
ويحظى اتحاد كروب لايف إنترناشونال بالدعم أساسًا من شركة باسف (BASF) وشركة باير كروبسينس (Bayer CropScience) وشركة دو أجروسينس (Dow AgroSciences) وشركة دو بونت (DuPont) وشركة FMC كروب وشركة مونسانتو وشركة سوميتومو وشركة سينجنتا. وفي بعض الأحيان يشار إلى هذه الشركات باسم  مجموعة شركات بيج إيه جي (Big Ag).

## نبذة تاريخية
تأسست المجموعة الدولية للجمعيات الأهلية لمصنعي منتجات الكيماويات الزراعية (من المصطلح الفرنسي: Groupement International des Associations Nationales de Fabricants de Produits Agrochimiques, GIFAP)في عام 1967.
في نوفمبر 1996م أعيد تسمية المجموعة الدولية للجمعيات الأهلية لمصنعي منتجات الكيماويات الزراعية إلى اسم الاتحاد العالمي لحماية المحاصيل (GCPF).
في 7 من نوفمبر 2001م أعيد تسمية الاتحاد العالمي لحماية المحاصيل إلى كروب لايف إنترناشونال.

## الهيكل
يتبع اتحاد كروب لايف إنترناشونال 8 جمعيات إقليمية تتركز في مناطق مختلفة من العالم. وهذه الجمعيات هي كروب لايف إفريقيا والشرق الأوسط وكروب لايف أمريكا وكروب لايف آسيا وكروب لايف أمريكا اللاتينية والجمعية الأوربية لحماية المحاصيل] والجمعية اليابانية لحماية المحاصيل وكروب لايف كندا والجمعية الإسرائيلية لحماية المحاصيل.
كما يوجد أيضًا جمعيات التقانة الحيوية التالية في اتحاد كروب لايف: آفريكا بايو وآجروبايو المكسيك وآجروبايو البرازيل وأرجن بايو وبايو تك بكندا والجمعية البيولوجية للإنتاج الزراعي ومجلس معلومات التقنية الحيوية (CIB) والمعلومات البيولوجية باليابان ويوروبايو.

## وصلات خارجية
- CropLife International